# 菊井
菊井（きくい）は、愛知県名古屋市西区の町名。現行行政地名は菊井一丁目から菊井二丁目。住居表示実施区域。

## 地理
名古屋市西区南部に位置し、東は新道一～二丁目、西は則武新町一～三丁目、南は名駅二丁目、北は押切一丁目に接する。

## 歴史

### 町名の由来
菊水寺（旧菊井町域、現新道一丁目所在）の境内にある掘り抜き井戸が「菊水の井戸」「菊の井」と呼ばれていたことによる。

### 沿革
- 1981年（昭和56年）8月23日 - 以下の通り、西区菊井一～二丁目が成立[1]。
  - 一丁目 - 西菊井町・菊井通・菊ノ尾通・桜木町・西藪下町の各一部
  - 二丁目 - 江西町・西菊井町・菊井通・千歳町・西藪下町・輪ノ内町の各一部

## 世帯数と人口
2019年（平成31年）2月1日現在の世帯数と人口は以下の通りである。
| 丁目       | 世帯数    | 人口    |
| ---------- | --------- | ------- |
| 菊井一丁目 | 960世帯   | 1,708人 |
| 菊井二丁目 | 771世帯   | 1,228人 |
| 計         | 1,731世帯 | 2,936人 |

### 人口の変遷
国勢調査による人口の推移
| 1995年（平成7年）  | 2,609人 | [ WEB 6 ]  |  |
| 2000年（平成12年） | 2,838人 | [ WEB 7 ]  |  |
| 2005年（平成17年） | 2,781人 | [ WEB 8 ]  |  |
| 2010年（平成22年） | 2,974人 | [ WEB 9 ]  |  |
| 2015年（平成27年） | 3,260人 | [ WEB 10 ] |  |

## 学区
市立小・中学校に通う場合、学校等は以下の通りとなる。また、公立高等学校に通う場合、学区は以下の通りとなる。なお、小・中学校は学校選択制度を導入しておらず、番毎で各学校に指定されている。
| 丁目       | 小学校                                    | 中学校                                      | 高等学校 |
| ---------- | ----------------------------------------- | ------------------------------------------- | -------- |
| 菊井一丁目 | 名古屋市立榎小学校 名古屋市立なごや小学校 | 名古屋市立天神山中学校 名古屋市立菊井中学校 | 尾張学区 |
| 菊井二丁目 | 名古屋市立なごや小学校                    | 名古屋市立菊井中学校                        | 尾張学区 |

## 施設
- CBCハウジング名駅北
- 名古屋リゾート&スポーツ専門学校
- 名古屋西幼稚園
- 名古屋菊井郵便局
- 中部電力菊井変電所
- 成信寺
- 得生寺

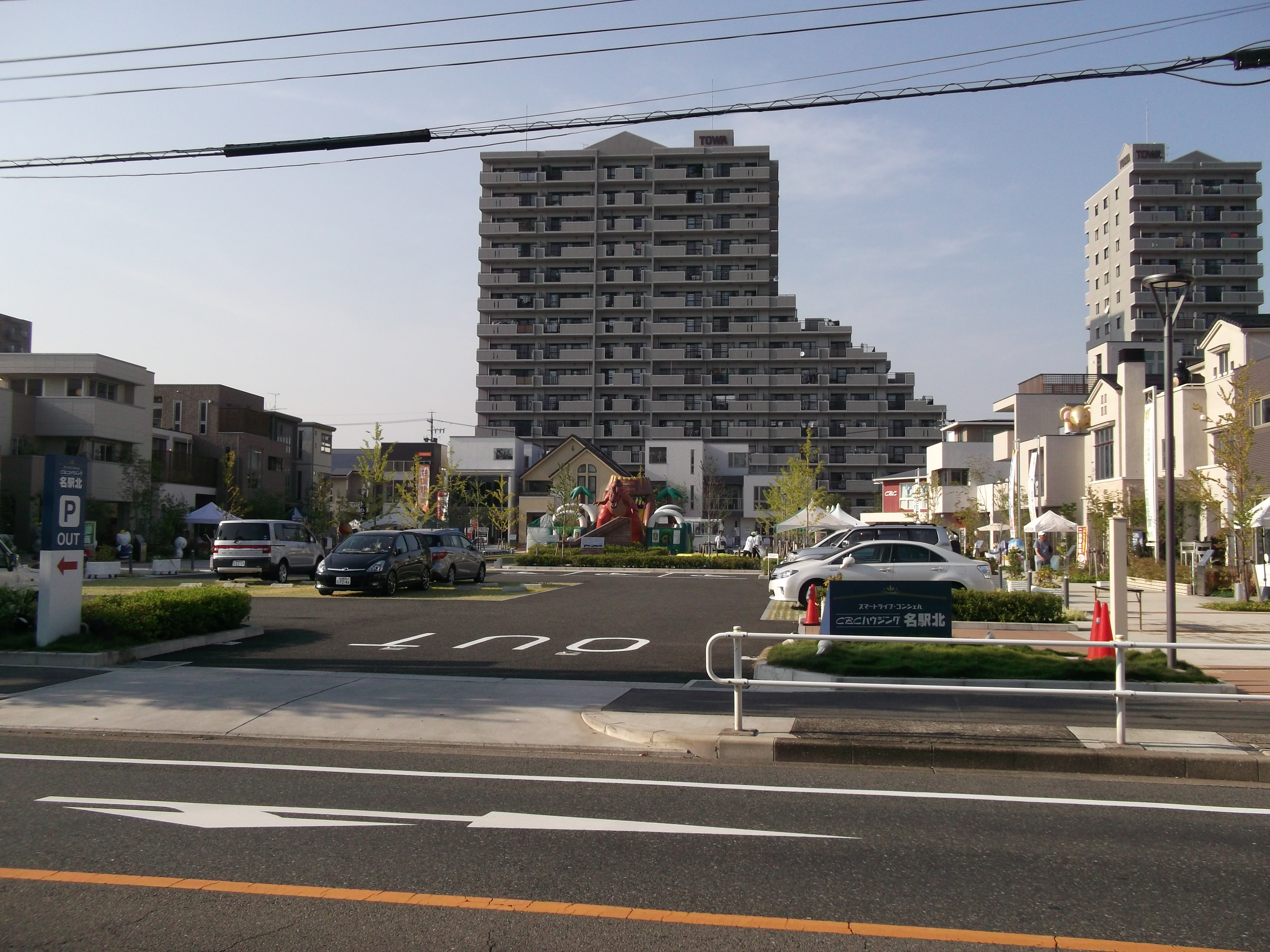
CBCハウジング名駅北（2013年8月）
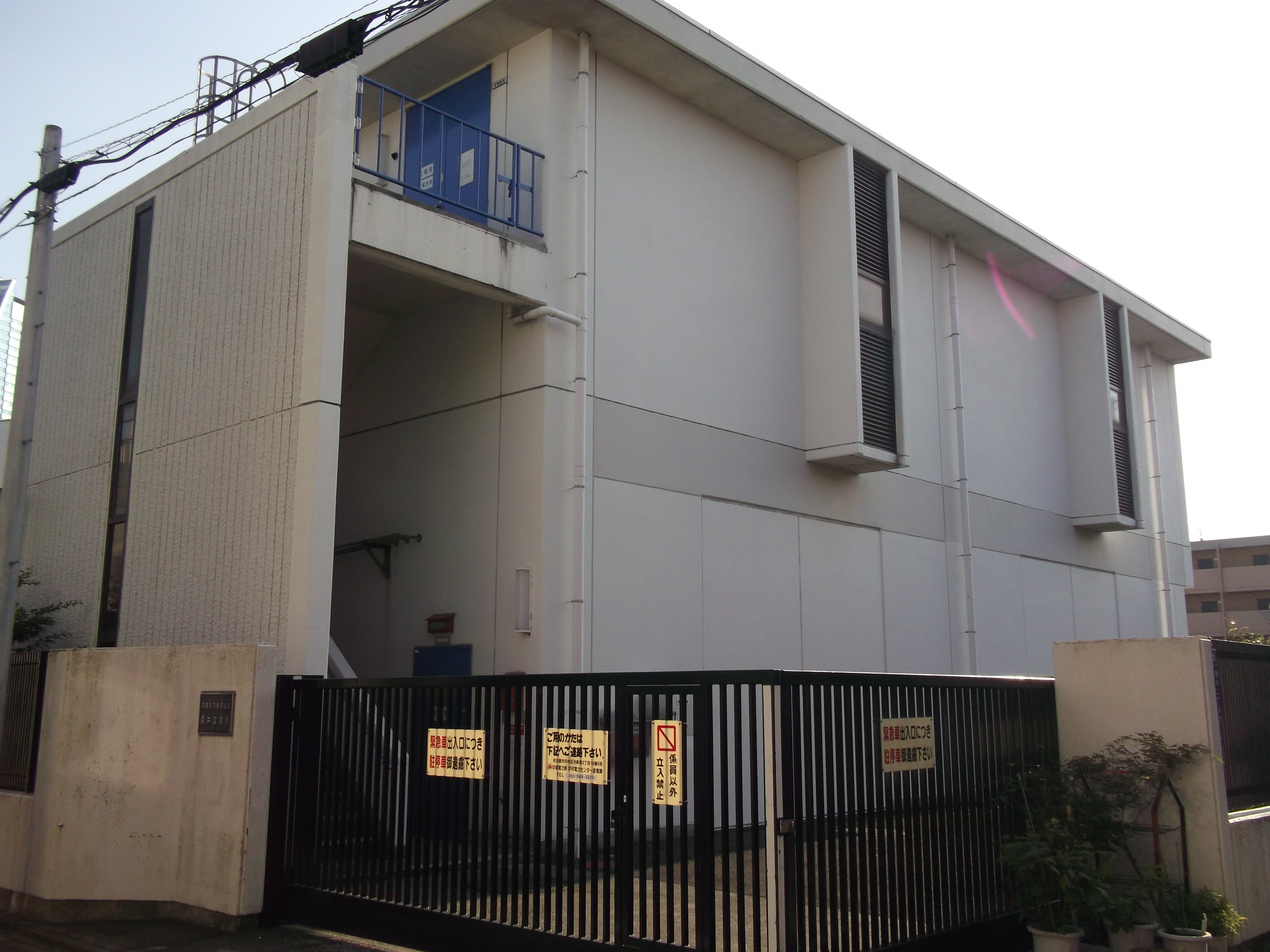
中部電力菊井変電所（2013年8月）
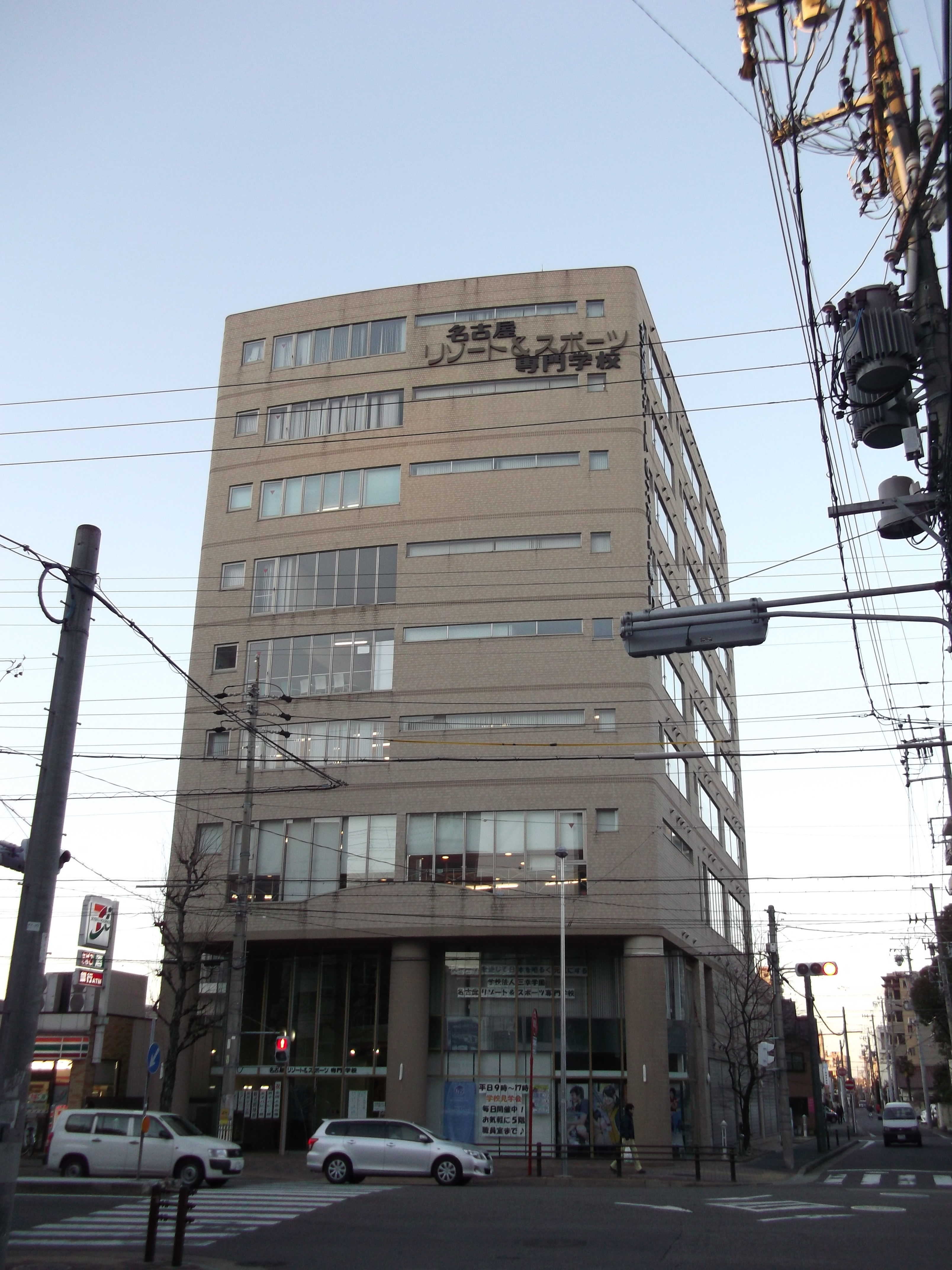
名古屋リゾート&スポーツ専門学校（2014年1月）
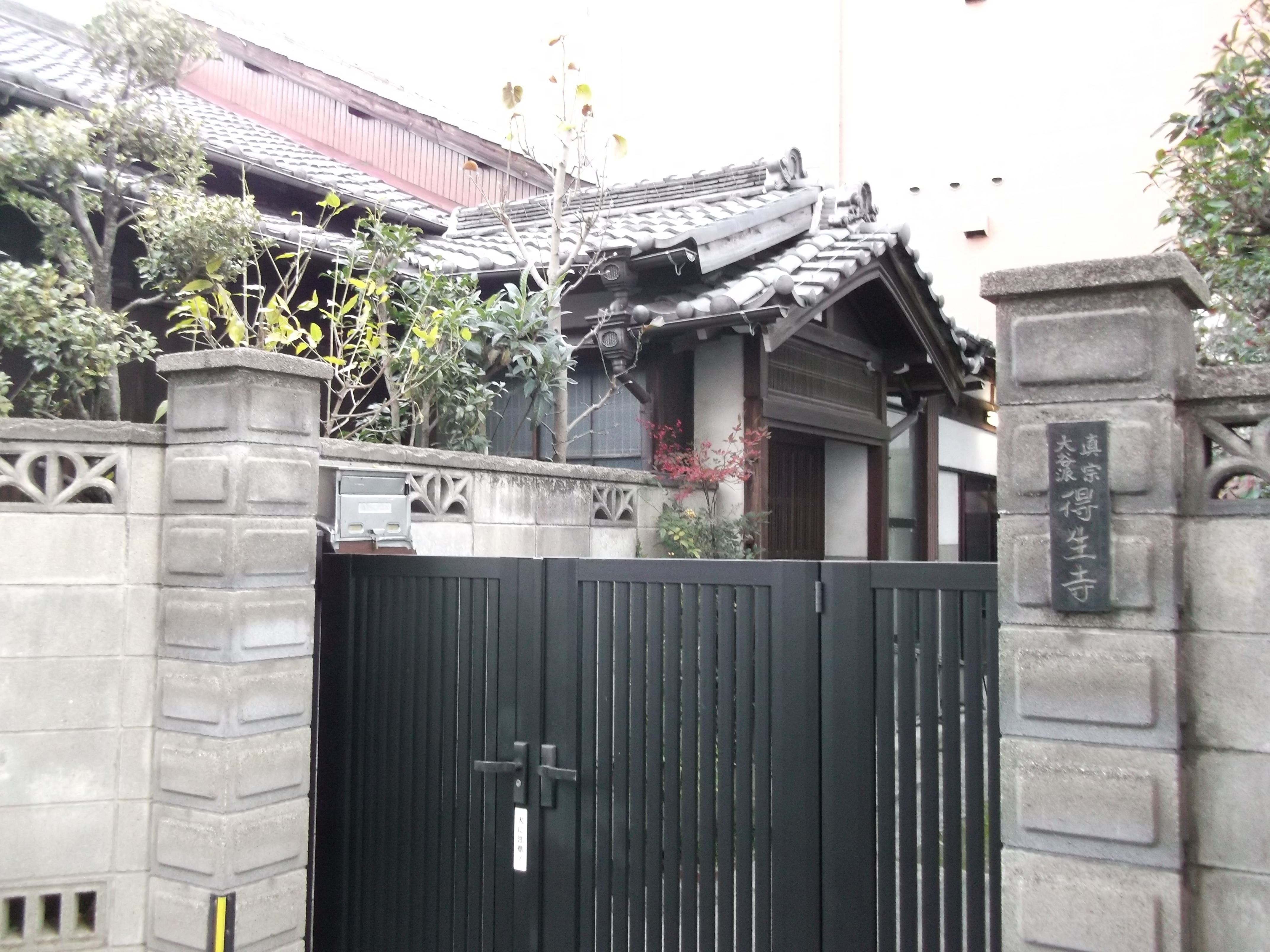
得生寺（2014年1月）

## 交通
- 国道22号
- 愛知県道200号名古屋甚目寺線（外堀通）
- 名古屋市道東志賀町線（菊井通）

## その他

### 日本郵便
- 郵便番号 : 451-0044[WEB 3]（集配局：名古屋西郵便局[WEB 13]）。

### WEB
1. ↑  “愛知県名古屋市西区の町丁・字一覧”.   人口統計ラボ. 2019年3月10日閲覧。
2. 1 2  “町・丁目(大字)別、年齢(10歳階級)別公簿人口(全市・区別)”.   名古屋市 (2019年2月20日). 2019年3月10日閲覧。
3. 1 2  “郵便番号”.  日本郵便. 2019年3月10日閲覧。
4. ↑  “市外局番の一覧”.   総務省. 2019年1月6日閲覧。
5. ↑  “西区の町名一覧”.   名古屋市 (2017年6月1日). 2019年2月28日閲覧。
6. ↑  総務省統計局 (2014年3月28日). “平成7年国勢調査の調査結果(e-Stat) - 男女別人口及び世帯数 －町丁・字等” (CSV). 2019年4月27日閲覧。
7. ↑  総務省統計局 (2014年5月30日). “平成12年国勢調査の調査結果(e-Stat) - 男女別人口及び世帯数 －町丁・字等” (CSV). 2019年4月27日閲覧。
8. ↑  総務省統計局 (2014年6月27日). “平成17年国勢調査の調査結果(e-Stat) - 男女別人口及び世帯数 －町丁・字等” (CSV). 2019年4月27日閲覧。
9. ↑  総務省統計局 (2012年1月20日). “平成22年国勢調査の調査結果(e-Stat) - 男女別人口及び世帯数 －町丁・字等” (CSV). 2019年4月27日閲覧。
10. ↑  総務省統計局 (2017年1月27日). “平成27年国勢調査の調査結果(e-Stat) - 男女別人口及び世帯数 －町丁・字等” (CSV). 2019年4月27日閲覧。
11. ↑  “市立小・中学校の通学区域一覧”.   名古屋市 (2018年11月10日). 2019年1月14日閲覧。
12. ↑  “平成29年度以降の愛知県公立高等学校（全日制課程）入学者選抜における通学区域並びに群及びグループ分け案について”.   愛知県教育委員会 (2015年2月16日). 2019年1月14日閲覧。
13. ↑  郵便番号簿 平成29年度版 - 日本郵便. 2019年03月10日閲覧 (PDF)

### 書籍
1. 1 2  名古屋市計画局 1992, p. 758.
2. ↑  名古屋市計画局 1992, p. 220.